# Batangafo
Batangafo – miasto w Republice Środkowoafrykańskiej (prefektura Ouham). Według danych szacunkowych na rok 2008 liczy 15 549 mieszkańców. W mieście znajduje się port lotniczy Batangafo.